# Troisième métacarpien
Le troisième métacarpien est est un os long du métacarpe situé à l'arrière du majeur. Il est relié au capitatum du carpe au niveau de la troisième articulation carpo-métacarpienne et à la phalange proximale du majeur au niveau de la troisième articulation métacarpo-phalangienne.

## Description
Le troisième métacarpien est plus court que le deuxième métacarpien.

### Base
Sur la face dorsale de sa base se présente sur son côté radial une éminence pyramidale : le processus styloïde du troisième os métacarpien, qui s'étend vers le haut en arrière du capitatum. Dans la partie supérieure se trouve une surface rugueuse pour l'insertion du muscle court extenseur radial du carpe.
La facette articulaire carpienne est concave en arrière, plate en avant et s'articule avec le capitatum.
Du côté radial se trouve une facette lisse et concave pour l'articulation avec le deuxième métacarpien, et du côté ulnaire deux petites facettes ovales pour le quatrième métacarpien.

### Corps
La diaphyse donne naissance aux deuxième et troisième muscle interosseux dorsaux de la main.

## Embryologie
Le processus d'ossification commence dans la diaphyse pendant la vie prénatale et dans la tête entre le 11e et le 27e mois.